# Szent Mihály és Gábriel arkangyalok fatemplom (Csömény)
A csöményi Szent Mihály és Gábriel arkangyalok fatemplom műemlékké nyilvánított épület Romániában, Szilágy megyében. A romániai műemlékek jegyzékében az  SJ-II-m-B-05096 sorszámon szerepel.